# 久保田和真
久保田 和真（くぼた かずま、1993年9月24日 - ）は日本の陸上競技元選手。専門は中距離走・長距離走。熊本県菊池郡菊陽町出身。菊陽町立菊陽中学校、九州学院高等学校を経て青山学院大学教育人間科学部教育学科を卒業。現在は陸上競技界から引退している。

## 経歴
- 九州学院高校1年生の時に第60回全国高校駅伝に初出場。1年生ながら7区を走り区間賞を獲得。
- 高校3年生の時には日本ジュニア5000mで優勝、国民体育大会5000mで準優勝、インターハイ5000mで6位入賞(日本人3位)と長距離トラックで世代トップクラスの活躍。駅伝でも第62回全国高校駅伝のエース区間1区、都道府県対抗駅伝の高校生最長区間5区でそれぞれ区間賞を獲得した。
- 青山学院大学1年の時に出雲駅伝で大学駅伝デビュー。3区を走り区間賞を獲得。青山学院大学の大学三大駅伝初優勝に貢献した。続いて第89回箱根駅伝で箱根駅伝デビュー。3区を担当し区間4位で走った。
- 大学2年の時には右脚腸脛靱帯の故障により大学三大駅伝をすべて欠場した。
- 大学3年の時に右脚腸脛靱帯を手術し、全日本大学駅伝で大学駅伝に復帰。復帰戦ながらエース区間2区を区間3位でまとめた[1]。続いて第91回箱根駅伝で2年ぶりの箱根駅伝出場。1区を担当し駒澤大学の中村匠吾と1秒差の区間2位と好走した。1区から勢いに乗った青山学院大学は同校史上初の往路優勝・復路優勝・総合優勝を達成した。また、2015年世界クロカン日本代表として出場した。
- 2015年、3年ぶりに出雲駅伝に出場。3年前に区間賞を獲得した3区を再び担当。先頭の駒澤大学と24秒差の2位でタスキを受け取ると駒澤大学の工藤有生を追走し、ラストで振り切り先頭でタスキを繋ぎ再び区間賞を獲得した。青山学院大学はその後も5区まで駒澤大学と先頭争いを繰り広げたが、6区の一色恭志が2位以下を突き放し3年ぶりの優勝を果たした。また今回から3区はコース延長となったため久保田は区間記録保持者となった。
- 2015年、全日本大学駅伝では4区を走り、区間賞を獲得する。しかし、一旦は追い付いた東洋大学の櫻岡駿にラストで突き放され、またチームも東洋大学に敗れ、2位に終わる。
- 2016年、第92回箱根駅伝で前年と同じく1区を走る。16キロ過ぎで集団から抜け出し、スパートをかけ、単独首位に立つ。その後、唯一付いてきた明治大学の横手健をも18キロ過ぎで振り切り、最終的に鶴見中継所では後続のランナーに21秒の差をつけて、トップでタスキを渡し、区間賞を獲得。この結果、久保田は大学4年時には、出場した大学三大駅伝全てで区間賞を獲得した。その後、青山学院大学は最終10区まで一度も首位を明け渡さず、最終的に2位の東洋大学に7分11秒の差をつけて、1977年の第53回箱根駅伝以来、39年ぶりの完全優勝を果たし、2連覇を飾った。これにより、久保田は優勝の立役者となり、大会最優秀選手（MVP）に当たる「金栗四三杯」を受賞した。
- 大学卒業後、既に入社内定していた福岡市の九電工に入社・同社陸上部に入部。しかしその後は、相次ぐ怪我などに見舞われ駅伝を始め殆ど公式レースに出場する事が無いまま、2020年10月末限りで退部し陸上界からの引退を表明[2]。引退したのち社業に専念[3]していたが、その後九電工を退職。2023年現在はシンコースポーツ九州株式会社に所属し[4]、ランニング普及活動などを行っている。

## 人物・エピソード
- 身長170cm、体重48Kg。血液型はO型。
- 青山学院大学の同期生だった神野大地・小椋裕介、1学年後輩の一色恭志と共に「青学四天王」とも呼ばれていた[5]。
- 青学大に進学した理由として、「僕の高校（九州学院）は一度も優勝したことが出来ず、また青学大も優勝経験が無いので、僕たちの走りで初優勝に導きたいと思って、敢えて此の大学を選びました」と各メディアのインタビューで語っている。
- 大学2年の時に右脚腸脛靱帯の故障で退部を考えたことも有ったが、かつて寮で同じ部屋だった1学年先輩の藤川拓也からは「辞めるか辞めないかで迷っている奴が、此処に居るのは他部員に対しても迷惑に成るだけだ。続けるなら切り替えてくれ！辞めるなら1月4日に直ぐ出て行け!!」と諭され、2014年正月の箱根駅伝翌日に原晋監督と相談して手術を決意した、とインタビューで語っている。
- 2015年初夏にはカリキュラムの一環として、教育実習で母校の九州学院高校で国語科の教べんを取り、卒業時に中学・高校の国語科の教員免許を取得した。
- プロ野球は東京ヤクルトスワローズのファンであることを2015年10月の文化放送の大学駅伝公式サイトで公表した。
- 2024年1月19日、青学大陸上部の同級生だった神野大地のＸ（旧Twitter）にて、神野が主宰のRETOランニングクラブ合宿in富津へゲスト参加した事を表明[6]。さらに同年3月31日には神野のYoutubeチャンネルにも出演し、久保田自ら青学大進学理由や箱根駅伝の裏話、ほか2019年に結婚し現在実子との生活などの逸話を、約1時間にわたり語っている[7]。

## ベスト記録
- 5000m - 13分49秒27 （2013年5月18日、関東インカレ）
- 10000m - 28分24秒50 （2015年11月21日、学連10000m記録挑戦競技会祭)

### 大学駅伝成績
| 年度               | 出雲駅伝                                                                | 全日本大学駅伝                                        | 箱根駅伝                                                                                 |
| ------------------ | ----------------------------------------------------------------------- | ----------------------------------------------------- | ---------------------------------------------------------------------------------------- |
| 1年生 （2012年度） | 第24回-3区(7.9Km) 区間賞 23分13秒 ＜青学大総合初優勝＞                  | 第44回 （出場なし） （青学大不出場）                  | 第89回－3区(21.5Km) 区間4位 1時間06分16秒 ＜青学大総合8位＞                              |
| 2年生 （2013年度） | 第25回 （出場なし） ＜青学大総合5位＞                                   | 第45回 （出場なし） ＜青学大総合6位＞                 | 第90回 （出場なし） ＜青学大総合5位＞                                                    |
| 3年生 （2014年度） | 第26回 （台風第19号による 影響で開催中止）                              | 第46回-2区(13.2Km) 区間3位 38分36秒 ＜青学大総合3位＞ | 第91回－1区(21.3Km) 区間2位 1時間02分01秒 ＜青学大総合（往・復路共）初優勝＞             |
| 4年生 （2015年度） | 第27回-3区(8.5Km) 区間新記録 24分11秒 ＜青学大3年振り2度目 の総合優勝＞ | 第47回-4区(14.0Km) 区間賞 40分33秒 ＜青学大総合2位＞  | 第92回－1区(21.3Km) 区間賞 1時間01分22秒 ＜青学大2年連続2度目の総合 （往・復路共）優勝＞ |